# Верхняя Кема
Верхняя Кема — село в Никольском районе Вологодской области.
Входит в состав Кемского сельского поселения (с 1 января 2006 года по 1 апреля 2013 года входило в Верхнекемское сельское поселение), с точки зрения административно-территориального деления — в Верхнекемский сельсовет.
Расстояние по автодороге до районного центра Никольска — 62,5 км, до центра муниципального образования посёлка Борок — 12,5 км. Ближайшие населённые пункты — Падерино, Старина, Костылево.
По переписи 2002 года население — 9 человек.